# Parlamentswahl in Turkmenistan 2023
Die Parlamentswahl in Turkmenistan 2023 fand am 26. März 2023 statt. Gewählt wurden 125 Abgeordnete der Versammlung von Turkmenistan (Mejlis), für die es 258 Kandidaten gab.

## Wahltermin
Der Wahltermin wurde am 13. Januar 2023 bekanntgegeben. Wenig später beschlossen der Volksrat und die Mejlis unabhängig davon, formal wieder zu einem Einkammerparlament zurückzukehren.

## Bewertung
Wahlbeobachter der OSZE kritisierten wie bereits bei den vorherigen Wahlen das Fehlen von Meinungspluralismus und politischem Wettbewerb. Bemängelt wurden unter anderem der eingeschränkte Zugang zu Informationen und die fehlende Neutralität der Wahlkommissionen.

## Ergebnis

Demokratische Partei Turkmenistans: 64 Sitze
Landwirtschaftspartei Turkmenistans: 24 Sitze
Partei der Industriellen und Unternehmer Turkmenistans: 18 Sitze
Unabhängige: 18 Sitze

Die regierende Demokratische Partei Turkmenistans, der auch der autoritäre Präsident Serdar Berdimuhamedow angehört, konnte die Anzahl der ihr zugeordneten Sitze von 55 bei der vorherigen Wahl 2018 auf 65 erhöhen. Die Zahl der gewählten unabhängigen Kandidaten verringerte sich hingegen von 48 auf 18, während die Landwirtschaftspartei Turkmenistans (13 Sitze Zugewinn) und die Partei der Industriellen und Unternehmer Turkmenistans (7 Sitze Zugewinn) ihre Mandatsanzahlen vergrößern konnten. Die Wahlbeteiligung lag nach offiziellen Angaben bei 91,12 Prozent. Alle gewählten Kandidaten unterstützen Präsident Berdimuhamedow, womit es im Parlament keine echte Opposition gibt.
| Partei                                                 | Sitze |
| ------------------------------------------------------ | ----- |
| Demokratische Partei Turkmenistans                     | 65    |
| Landwirtschaftspartei Turkmenistans                    | 24    |
| Unabhängige                                            | 18    |
| Partei der Industriellen und Unternehmer Turkmenistans | 18    |